# 西摩·本泽
西摩·本泽（英語：Seymour Benzer，1921年10月15日—2007年11月30日），為美国物理学家、分子生物学家和行为遗传学家。

## 生平
他的职业生涯开始于20世纪50年代的分子生物学革命的时期，最终在分子和行为遗传学领域上做出了突出贡献。他在美国普渡大学领导一个多产的遗传学研究实验室，并且是加州理工学院詹姆斯·G·博斯韦尔神经科学名誉教授。

## 奖项和荣誉
1964年获盖尔德纳国际奖，1971年获拉斯克基础医学研究奖，1982年获国家科学奖章，1991年获沃尔夫医学奖，1993年获克拉福德奖。